# 賴斯萊克 (明尼蘇達州賴特縣)
賴斯萊克（英語：Rice Lake）是位於美國明尼蘇達州賴特縣斯德哥爾摩鎮區的一個非建制地區。

## 地理
賴斯萊克所處的海拔為高於海平面314米（即1030英呎），而該地所採用的時區為UTC-6，即北美中部時區（CST）。同時該地設有夏令時間，為UTC-6調快一小時，即UTC-5（CDT）。